# العلاقات الجيبوتية الكيريباتية
العلاقات الجيبوتية الكيريباتية هي العلاقات الثنائية التي تجمع بين جيبوتي وكيريباتي.

## مقارنة بين البلدين
هذه مقارنة عامة ومرجعية للدولتين:
| وجه المقارنة                                              | جيبوتي                    | كيريباتي                        |
| --------------------------------------------------------- | ------------------------- | ------------------------------- |
| المساحة (كم2)                                             | 23.20 ألف                 | 811                             |
| عدد السكان (نسمة)                                         | 956.99 ألف                | 116.40 ألف                      |
| الكثافة السكانية (ن./كم²)                                 | 41.25                     | 14.35 ألف                       |
| العاصمة                                                   | جيبوتي                    | جنوب تاراوا                     |
| اللغة الرسمية                                             | لغة فرنسية، اللغة العربية | لغة إنجليزية، اللغة الكيريباتية |
| العملة                                                    | فرنك جيبوتي               | دولار كريباتي، دولار أسترالي    |
| الناتج المحلي الإجمالي (بليون دولار)                      | 1.84 مليار                | 196.15 مليون                    |
| الناتج المحلي الإجمالي (تعادل القوة الشرائية) بليون دولار | 3.10 مليار                | 224.26 مليون                    |
| الناتج المحلي الإجمالي الاسمي للفرد دولار أمريكي          | 1.95 ألف                  | 1.42 ألف                        |
| الناتج المحلي الإجمالي للفرد دولار أمريكي                 | 3.27 ألف                  | 1.81 ألف                        |
| مؤشر التنمية البشرية                                      | 0.470                     | 0.590                           |
| رمز المكالمات الدولي                                      | +253                      | +686                            |
| رمز الإنترنت                                              | .dj                       | .ki                             |
| المنطقة الزمنية                                           | ت ع م+03:00               |                                 |

## منظمات دولية مشتركة
يشترك البلدان في عضوية مجموعة من المنظمات الدولية، منها:
| علم المنظمة | اسم المنظمة                                 | تاريخ انضمام جيبوتي | تاريخ انضمام كيريباتي |
| ----------- | ------------------------------------------- | ------------------- | --------------------- |
|             | مجموعة دول أفريقيا والكاريبي والمحيط الهادئ | ?                   | ?                     |
|             | منظمة حظر الأسلحة الكيميائية                | ?                   | ?                     |
|             | الأمم المتحدة                               | 20 سبتمبر 1977      | 14 سبتمبر 1999        |
|             | مؤسسة التمويل الدولية                       | 1 أكتوبر 1980       | 2 أكتوبر 1986         |
|             | يونسكو                                      | 31 أغسطس 1989       | 24 أكتوبر 1989        |
|             | مؤسسة التنمية الدولية                       | 1 أكتوبر 1980       | 2 أكتوبر 1986         |
|             | البنك الدولي للإنشاء والتعمير               | 1 أكتوبر 1980       | 29 سبتمبر 1986        |
|             | الاتحاد البريدي العالمي                     | ?                   | ?                     |
|             | الاتحاد الدولي للاتصالات                    | 22 نوفمبر 1977      | 3 نوفمبر 1986         |